# Voice of India
Voice of India är ett bokförlag baserat i New Delhi, Indien, som är specialiserat på böcker om aktuella ämnen, sociokulturella och politiska frågor och utmaningar för Indien och dess befolkning, från den hinduiska kulturens, samhällets och väckelserörelsens perspektiv. Förlaget grundades 1983 av Sita Ram Goel som senare drev det tillsammans med Ram Swarup.

## Historik
Sita Ram Goels motiv och mål var, enligt honom själv, att förse det hinduiska samhället med information, kunskap och perspektiv som är nödvändiga för att bekämpa och slå tillbaka de genomgående ideologiska, kulturella, politiska, psykologiska och fysiska aggressioner som, enligt honom, strävade efter att underminera och destabilisera det hinduiska samhället. Goel hävdade att det fanns ideologiska och politiska krafter som var fientliga mot och tärande för hinduismen - närmare bestämt radikal islam, evangelisk och fundamentalistisk kristendom, och kommunism. Ett annat grundläggande mål med att etablera förlaget, enligt hans egna skrifter, var att bestrida, i tryck och "vetenskapligt", den indoariska invasionsteorin.
Voice of India är betydande för sin engelskspråkiga utgivning av böcker av framstående journalister, historiker, samhällsskildrare och akademiker som Arun Shourie, David Frawley, Shrikant Talageri, Francois Gautier, Harsh Narain, Subhash Kak, Koenraad Elst och N.S. Rajaram. Det har också publicerat verk om den kontroversiella ut ur Indien-teorin. Voice of Indias böcker har beskrivits som allmänt spridda inom Sangh Parivars ledarskikt.